# Mein Bruder ist ein Einzelkind
Mein Bruder ist ein Einzelkind (Originaltitel: Mio fratello è figlio unico) ist eine italienisch-französische Filmproduktion basierend auf dem Roman  „Il Fasciocomunista“ von Antonio Pennacchi. Premiere in den deutschen Kinos war am 15. Mai 2008. Regie führte Daniele Luchetti.

## Handlung
Hauptfigur dieses Familienmelodrams ist Accio Benassi, genannt „das Ekel“. Die Erzählung setzt 1962 an und zeigt den jungen Accio als überzeugten Katholiken in der Klosterschule. Eigentlich sollte er Priester werden, doch wegen schlechten Betragens fliegt er von der Schule und kehrt zu seiner Familie zurück. Ständig fühlt sich Accio seinen älteren Geschwistern Manrico und Violetta gegenüber zurückgesetzt. Er versucht, von zuhause wegzulaufen, wird aber von der Polizei zurückgebracht. In dem Stoffhändler Mario findet er einen Freund, der ihm das Autofahren beibringt und für die Ideen des Faschismus begeistert. Zum einen aus Überzeugung, zum anderen aus Trotz gegenüber seinen Geschwistern, die Kommunisten sind, tritt der junge Accio der Partei der Faschisten (MSI) bei. Seine Geschwister stellen ihn zur Rede. Manrico verpasst Accio regelmäßig eine Abreibung, um ihm seine politischen Ideen auszutreiben, jedoch ohne Erfolg.
Anders als Accio ist Manrico ein Frauenschwarm. Seine Freundin Francesca, die er häufig versetzt, glaubt wie er an den Kommunismus. Sie treffen sich in der kleinen Wohnung der Benassis, in der die Familie auf engem Raum zusammen lebt. Während Accio, der eigentlich lieber Latein mag, für die Schule Mathematik lernt, hört er, wie sein Bruder und seine Freundin sich lieben. Obwohl sie politisch verfeindet sind, findet Accio bald selbst Gefallen an Francesca, die in ihm aber nur einen guten Freund sieht. Als Francesca die Stadt verlässt, bleiben Accio und sie in Briefkontakt.
Die Brüder sind politisch sehr aktiv. Manrico, der in der Fabrik arbeitet, organisiert u. a. einen Streik. Accio fährt mit seinen Parteifreunden nach Rom und beteiligt sich an militanten Aktionen. Während Accio, der auch bei seinen Parteifreunden aneckt, zum Faschismus allmählich auf Distanz geht, radikalisiert sich Manrico.
Der in der Liebe unerfahrene Accio beginnt eine Liaison mit Bella, deren Mann Mario, der Stoffhändler, inhaftiert ist. Als Mario aus dem Gefängnis kommt, ist Accio mittlerweile zu den Kommunisten gewechselt. Nachdem Accio und Manrico einen Anschlag auf die Parteizentrale der Faschisten verübt haben, wird Accio von Mario geschnappt, der von der Affäre seiner Frau erfahren hat. Während er Accio verprügelt, stirbt Mario plötzlich an Herzversagen. Accio flieht für ein Jahr zu Freunden von Manrico aufs Land.
Manricos Aufbegehren findet seinen Höhepunkt in einem Raubüberfall, bei dem er vom Fabrikbesitzer viel Geld erbeutet und diesem eine Schusswunde zufügt. Eine Tatbeteiligung streitet er gegenüber Accio jedoch ab. Manrico setzt sich nach Norditalien ab und lässt Francesca mit dem gemeinsamen Sohn zurück. Als wiederum lange Zeit später Accio seinem Bruder eine Tasche mit Geld nach Turin bringen soll, kontaktiert Accio auch Francesca. Diese fährt zu dem Treffen der Brüder, führt so aber die Polizei zu Manrico. In einem Schusswechsel mit der Polizei stirbt Manrico. Francesca wird wegen Komplizenschaft verhaftet. Accio kehrt mit seinem Neffen zu seiner Familie zurück. Des Nachts bricht er beim Wohnungsamt ein und stiehlt die Schlüssel für leer stehende Wohnungen am Meer und eine Liste mit Leuten, die wie seine Familie dringend auf eine neue Wohnung warten. Er kontaktiert die aufgelisteten Familien und veranlasst, dass sie noch in derselben Nacht umziehen. Auch die Benassis bekommen eine neue Wohnung.

## Interessantes
Der Film spielt zum größten Teil in der Stadt Latina, der ersten faschistischen Retortenstadt, die in den trockengelegten Pontinischen Sümpfen angelegt wurde.
Dieselben Drehbuchautoren (Sandro Petraglia und Stefano Rulli) haben auch den Film Die besten Jahre geschrieben, der ebenfalls die Geschichte zweier Brüder mit unterschiedlichen politischen Erfahrungen über einen langen Zeitraum erzählt.
„Es ist keine geringe Leistung, einen Film über die Epoche zwischen den frühen 60er Jahren und dem Beginn der bleiernen Zeit Anfang der 70er zu drehen, in dem keine einzige Vespa vorkommt.“
Der Filmtitel zitiert ein Lied von Rino Gaetano.

## Kritik
„Eindrücklicher Coming-of-Age-Film mit einem brillanten Hauptdarsteller. Virtuos verbindet die Geschichte der Brüder mit dem Rückblick auf politisch-gesellschaftliche Entwicklungen.“

„Letztlich aber erweist sich Luchettis Film als warmherzige, temperamentvolle, sehr italienische Familiengeschichte, in der ein Außenseiter nach allerlei Irrungen und Wirrungen seinen Weg findet.“

## Auszeichnungen
- 2007 Donatellos für den besten männlichen Hauptdarsteller (Elio Germano), für die beste weibliche Nebenrolle (Angela Finocchiaro), das beste Drehbuch (Daniele Luchetti, Sandro Petraglia, Stefano Rulli), den besten Schnitt (Mirco Garrone) und den besten Ton (Bruno Pupparo).

- 2008 Nastro d’Argento für das beste Drehbuch und den besten Schnitt.